# Cameron Humphreys
Cameron Lisceous Humphreys-Grant (ur. 22 sierpnia 1998 w Manchesterze) – angielski piłkarz, grający na pozycji środkowego obrońcy w angielskim klubie Port Vale. Były młodzieżowy reprezentant Anglii.

## Kariera klubowa
Swoją piłkarską karierę Humphreys rozpoczął w juniorach Manchesteru City. W 2016 roku zaczął grać w zespole U-23 i występował w nim do 2019 roku. W pierwszym zespole Manchesteru nie zadebiutował w lidze. Ma za sobą natomiast debiut w Pucharze Anglii, a fakt ten miał miejsce 30 stycznia 2016 w zwycięskim 4:0 wyjazdowym meczu z Aston Villą, gdy w 88. minucie zmienił Nicolása Otamendiego.
W lipcu 2019 Humphreys przeszedł z do belgijskiego SV Zulte Waregem. 27 lipca 2019 zadebiutował w nim w pierwszej lidze belgijskiej w przegranym 0:2 domowym meczu z KV Mechelen.
W styczniu 2020 Humphreys trafił na wypożyczenie do holenderskiego drugoligowca, SBV Excelsior. Swój debiut w nim zaliczył 21 lutego 2020 w wygranym 6:4 domowym spotkaniu z FC Den Bosch. W Excelsiorze spędził pół roku i latem 2020 wrócił do Zulte Waregem.
| Sezon   | Klub                 | Kraj     | Rozgrywki                     | Mecze | Gole |
| ------- | -------------------- | -------- | ----------------------------- | ----- | ---- |
| 2016/17 | Manchester City U-23 | Anglia   | Premier League 2 Division One | 21    | 1    |
| 2017/18 | Manchester City U-23 | Anglia   | Premier League 2 Division One | 1     | 0    |
| 2018/19 | Manchester City U-23 | Anglia   | Premier League 2 Division One | 11    | 0    |
| 2019/20 | SV Zulte Waregem     | Belgia   | Eerste klasse A               | 3     | 0    |
| 2019/20 | SBV Excelsior        | Holandia | Eerste divisie                | 3     | 0    |
| 2020/21 | SV Zulte Waregem     | Belgia   | Eerste klasse A               | 26    | 0    |

## Kariera reprezentacyjna
Humphreys ma w swojej karierze występy w młodzieżowych reprezentacjach Anglii na szczeblach U-16, U-17, U-18 i U-19.